# LIBERA (芸能事務所)
LIBERA株式会社（リベラ）は、東京都目黒区にある芸能プロダクションである。2005年12月設立。

## 概要
2005年の設立以降、現在まで一貫して業界の第一線で活躍出来る人材の発掘、開発、マネージメントに尽力している。俳優、モデル、タレントと幅広いジャンルでマルチに活躍する人材を輩出している。

## 沿革
- 2008年 ローラが同誌の4月号より『ViVi』に初登場。
- 2011年 ローラがニホンモニターの発表による「タレント番組出演本数ランキング」のブレイクタレント部門で4位となる。
- 2012年 ローラが同誌の8月号より『ViVi』の表紙に初登場。
- 2012年 ダレノガレ明美が『JJ』でモデルデビュー。
- 2012年 ダレノガレ明美がTBS系列で放送中の人気ワイドショー番組『サンデージャポン』に出演。
- 2015年 ローラが「ベストジーニスト」に永久殿堂入り。
- 2016年 フリーアナウンサーとして枡田絵理奈が所属。
- 2016年 ローラがハリウッド映画『バイオハザード: ザ・ファイナル』に出演。
- 2017年 藤井サチが同誌の6月号より『ViVi』の専属モデルとなる。
- 2017年 ローラとの契約トラブルが報道される。
- 2018年 ローラとの和解が成立。
- 2020年 ローラ退所[2]。
- 2021年 世古口凌がテレビ朝日系列で放送された人気特撮テレビドラマシリーズ『機界戦隊ゼンカイジャー』に出演
- 2021年 楢葉ももなが出演する映画『PARALLEL』が同年の「ゆうばり国際ファンタスティック映画祭」グランプリを受賞
- 2021年 浅倉唯がテレビ朝日系列で放送された人気特撮テレビドラマシリーズ『仮面ライダーリバイス』に出演
- 2021年 浅倉唯が『週刊ヤングジャンプ』で初登場にして表紙・巻頭グラビアを飾る。
- 2021年 浅倉唯が集英社「グラジャパ!アワード2021」でグランプリを受賞。
- 2022年 蓬莱舞が週刊ヤングジャンプ（集英社）主催の「制コレ22」でグランプリを受賞する。
- 2022年 蓬莱舞が12月15日発売の週刊ヤングジャンプ（2023年3号）でソロとして初の表紙・巻頭グラビアを飾る。また、2022年にグラビアやSNSにて注目された美女8人で結成されたユニット「ハネルガールズ2023」の一員として、『週刊ヤングジャンプ』2023年6・7合併号（2023年1月4日発売）の表紙や巻頭・巻中・巻末のグラビアを飾った。
- 2024年 蓬莱舞が集英社から1st写真集『あいまい』が発売。制コレグランプリ受賞者の写真集発売は2019年11月発売の来栖りん以来約4年半ぶりとなる。
- 2024年 嵐翔真が男性向けファッション雑誌『MEN'S NON-NO』の専属モデルオーディション「第39回 MEN'S NON-NOモデルオーディション」にて準グランプリを獲得し、専属モデルとなる。

## アーティスト
- 枡田絵理奈
- 熊切あさ美（業務委託）
- 鈴木優香
- 當間ローズ
- MASHIHO（業務委託）
- 蓬莱舞
- 嵐翔真
- 頓知気さきな（業務委託）
- 藤岡沙也香
- 八代みなせ
- 篠田一斗
- 明星かのん
- 南條有香
- 桃（業務委託）
- ジェイ・ウエスト
- 四家千晴
- 秋野ミレナ
- 安藤令海
- 石川舞花
- 板垣るな
- 工藤巧人
- 黒澤ニナ
- 辰野幹生
- 花乃まみ
- 前田泰都
- 吉岡ステファニー
- 藍沢りこ
- 琴乃
- 深井柚奈
- 山本楓
- 瑠望亜
- 橘あおい

## 過去の所属者
- ローラ
- ダレノガレ明美
- 藤井サチ
- 日吉晶羅
- 濱崎ナディア
- ミッシェル愛美
- フロイド・メイウェザー・ジュニア（業務提携）
- 遥葵りさ
- 浅倉唯（2022年12月30日付で芸名を"椛島光"に改名し、アクロスエンタテインメントに移籍）
- 松倉さり
- ミノワマン
- P.O.P
- 福地亜紗美
- 世古口凌